# Montecorvino Rovella
Montecorvino Rovella es una localidad y comune italiana de la provincia de Salerno, región de Campania, con 12.484 habitantes.

## Evolución demográfica
| Gráfica de evolución demográfica de Montecorvino Rovella entre 1861 y 2001 |
|                                                                            |
| Fuente ISTAT - elaboración gráfica de Wikipedia                            |